# Dicrocheles
Dicrocheles es un género de ácaros perteneciente a la familia  Laelapidae.

## Especies
- Dicrocheles hippeoides Treat, 1978
- Dicrocheles phalaenodectes (Treat, 1954)